# Conurbație
O conurbație (din franceză: conurbation) este un ansamblu urban compus din mai multe nuclee urbane (orașe) ale căror suburbii se apropie în cele din urmă. 
Noțiunea și termenul au fost formulate în secolul al XIX-lea de urbanistul britanic Patrick Geddes⁠(d). Acest termen are tendința să fie înlocuit, adesea în mod impropriu, prin cel de megalopolis.